# Премия «Грэмми» за лучшее вокальное рок-исполнение дуэтом или группой
«Грэмми» в номинации «Лучшее вокальное рок-исполнение дуэтом или группой» присуждалась в период между 1980 и 2011 годами. Награда вручалась вокалистам за проделанную ими работу (композицию или альбом), содержащую качественное вокальное исполнение в жанре рок-музыки. Ежегодно Национальная академия искусства и науки звукозаписи США выбирала несколько претендентов за «художественные достижения, техническое мастерство и значительный вклад в развитие звукозаписи без учёта продаж альбома (сингла) и его позиции в чартах».
Впервые, в этой категории, награда присуждалась на 22-й церемонии премии «Грэмми». Победу одержала группа Eagles с песней «Heartache Tonight».
Группа U2 является лидером по количеству наград — им досталось семь статуэток, на втором месте группа Aerosmith, которые выиграли в этой категории четыре раза. По два раза, лауреатами становились группы The Police и Kings of Leon. За время существование категории, чаще всего побеждали представители США — 20 раз, также призёрами были музыканты из: Ирландии — 7 раз, Британии — 6 раз, один раз лауреатом становился уроженец Мексики.
В 2012 году номинация была упразднена в связи с тотальной реструктуризацией категорий «Грэмми», она была перенесена в новую, единую категорию — «Лучшее рок-исполнение». Таким образом, песня «Tighten Up» стала последним победителем этой категории.
Номинантами были произведения, изданные в предыдущий календарный год, относительно текущей церемонии «Грэмми».

## Список лауреатов
| \| Год[I] \| Победитель \| Страна \| Музыкальное произведение \| Номинанты[II] \| Ссылка \| \| -------------------- \| --------------------------------------- \| -------------------- \| ----------------------------------------- \| ----------------------------------------------------------------------------------------------------------------------------------------------------------------------------------------------------------------------------- \| ------ \| \| 1980 27 февраля 1980 \| Eagles \| США \| «Heartache Tonight[англ.]» \| - The Blues Brothers — Briefcase Full of Blues - The Cars — Candy-O - Dire Straits — «Sultans of Swing» - The Knack — «My Sharona[англ.]» - Styx — Cornerstone[англ.] \| [4] \| \| 1981 25 февраля 1981 \| Bob Seger and the Silver Bullet Band \| США \| Against the Wind[англ.] \| - Blondie — «Call Me» - Queen — «Another One Bites the Dust» - Pink Floyd — The Wall - The Pretenders — «Brass in Pocket[англ.]» \| [5] \| \| 1982 24 февраля 1982 \| The Police \| Великобритания \| «Don't Stand So Close to Me[англ.]» \| - Foreigner — 4 - REO Speedwagon — Hi Infidelity - The Rolling Stones — Tattoo You - Стиви Никс и Том Петти — «Stop Draggin' My Heart Around[англ.]» \| [6] \| \| 1983 23 февраля 1983 \| Survivor \| США \| «Eye of the Tiger» \| - Asia — Asia[англ.] - The J. Geils Band — «Centerfold[англ.]» - Кенни Логгинс и Стив Перри — «Don’t Fight It» - Фрэнк Заппа и Мун Заппа — «Valley Girl[англ.]» \| [7] \| \| 1984 28 февраля 1984 \| The Police \| Великобритания \| Synchronicity \| - Big Country — «In a Big Country[англ.]» - Huey Lewis and the News — «Heart and Soul[англ.]» - Talking Heads — «Burning Down the House» - ZZ Top — Eliminator \| [8] \| \| 1985 26 февраля 1985 \| Принс и The Revolution \| США \| Purple Rain \| - The Cars — Heartbeat City - Genesis — Genesis - Van Halen — «Jump» - Yes — 90125 \| [9] \| \| 1986 25 февраля 1986 \| Dire Straits \| Великобритания \| «Money for Nothing» \| - Брайан Адамс и Тина Тёрнер — «It’s Only Love» - Heart — Heart - Eurythmics — «Would I Lie to You?[англ.]» - Starship — «We Built This City» \| [10] \| \| 1987 24 февраля 1987 \| Eurythmics \| Великобритания \| «Missionary Man» \| - Artists United Against Apartheid[англ.] — «Sun City» - The Fabulous Thunderbirds — «Tuff Enuff[англ.]» - The Rolling Stones — «Harlem Shuffle[англ.]» - ZZ Top — Afterburner \| [11] \| \| 1988 2 мая 1988 \| U2 \| Ирландия \| The Joshua Tree \| - Georgia Satellites[англ.] — «Keep Your Hands to Yourself[англ.]» - Heart — Bad Animals - Los Lobos — By the Light of the Moon[англ.] - Yes — Big Generator \| [12] \| \| 1989 22 февраля 1989 \| U2 \| Ирландия \| «Desire» \| - INXS — Kick - Joan Jett and The Blackhearts — «I Hate Myself for Loving You[англ.]» - Little Feat — Little Feat[англ.] - Midnight Oil — «Beds Are Burning[англ.]» \| [13] \| \| 1990 22 февраля 1990 \| Traveling Wilburys \| Великобритания · США \| Traveling Wilburys Vol. 1 \| - Living Colour — «Glamour Boys[англ.]» - The Rolling Stones — «Mixed Emotions[англ.]» - U2 — Rattle and Hum - U2 и B.B. King — «When Love Comes to Town[англ.]» \| [14] \| \| 1991 20 февраля 1991 \| Aerosmith \| США \| «Janie's Got a Gun» \| - INXS — «Suicide Blonde[англ.]» - Midnight Oil — Blue Sky Mining[англ.] - Red Hot Chili Peppers — «Higher Ground» - The Rolling Stones — «Almost Hear You Sigh[англ.]» \| [15] \| \| 1992 25 февраля 1992 \| Бонни Рэйтт и Делберт Макклинтон[англ.] \| США \| «Good Man, Good Woman» \| - Jane’s Addiction — «Been Caught Stealing» - Tom Petty and the Heartbreakers — «Into the Great Wide Open» - Queensrÿche — «Silent Lucidity[англ.]» - R.E.M. — «Radio Song[англ.]» \| [16] \| \| 1993 24 февраля 1993 \| U2 \| Ирландия \| Achtung Baby \| - Red Hot Chili Peppers — «Under the Bridge» \| [17] \| \| 1994 1 мая 1994 \| Aerosmith \| США \| «Livin' on the Edge» \| - Blind Melon — «No Rain[англ.]» - Боб Дилан, Роджер Макгуинн[англ.], Том Петти, Нил Янг, Эрик Клэптон, Джордж Харрисон — «My Back Pages[англ.]» - Soul Asylum — «Runaway Train[англ.]» - Spin Doctors — «Two Princes[англ.]» \| [18] \| \| 1995 1 марта 1995 \| Aerosmith \| США \| «Crazy» \| - Counting Crows — «Round Here[англ.]» - Green Day — «Basket Case» - Nirvana — «All Apologies» - Pearl Jam — «Daughter[англ.]» \| [19] \| \| 1996 28 февраля 1996 \| Blues Traveler[англ.] \| США \| «Run-Around[англ.]» \| - Eagles — «Hotel California» (live) - Dave Matthews Band — «What Would You Say[англ.]» - Джимми Пейдж и Роберт Плант — «Kashmir» - U2 — «Hold Me, Thrill Me, Kiss Me, Kill Me» \| [20] \| \| 1997 26 февраля 1997 \| Dave Matthews Band \| США \| «So Much to Say[англ.]» \| - Garbage — «Stupid Girl» - Oasis — «Wonderwall» - Smashing Pumpkins — «1979» - The Wallflowers — «6th Avenue Heartache[англ.]» \| [21] \| \| 1998 25 февраля 1998 \| The Wallflowers \| США \| «One Headlight[англ.]» \| - Aerosmith — «Falling in Love (Is Hard on the Knees)[англ.]» - Fleetwood Mac — «The Chain» - Matchbox 20 — «Push[англ.]» - Dave Matthews Band — «Crash into Me[англ.]» \| [22] \| \| 1999 25 февраля 1999 \| Aerosmith \| США \| «Pink[англ.]» \| - Fastball — «The Way[англ.]» - Hole — «Celebrity Skin[англ.]» - The Verve — «Bitter Sweet Symphony» - The Wallflowers — «„Heroes“» \| [23] \| \| 2000 23 февраля 2000 \| Карлос Сантана и Эверласт \| Мексика · США \| «Put Your Lights On» \| - Garbage — «Special[англ.]» - Goo Goo Dolls — «Black Balloon[англ.]» - Hole — «Malibu[англ.]» - Red Hot Chili Peppers — «Scar Tissue» \| [24] \| \| 2001 23 февраля 2001 \| U2 \| Ирландия \| «Beautiful Day» \| - Bon Jovi — «It’s My Life» - Creed — «With Arms Wide Open[англ.]» - Foo Fighters — «Learn to Fly» - Red Hot Chili Peppers — «Californication» \| [25] \| \| 2002 27 февраля 2002 \| U2 \| Ирландия \| «Elevation» \| - Aerosmith — «Jaded» - Coldplay — «Yellow» - Dave Matthews Band — «The Space Between[англ.]» - Train — «Drops of Jupiter[англ.]» \| [26] \| \| 2003 23 февраля 2003 \| Coldplay \| Великобритания \| «In My Place» \| - 3 Doors Down — «When I'm Gone[англ.]» - Aerosmith — «Girls of Summer[англ.]» - Creed — «My Sacrifice[англ.]» - Чед Крюгер и Джоси Скотт[англ.] — «Hero» - Tonic[англ.] — «Take Me As I Am» - U2 — «Walk On» \| [27] \| \| 2004 8 февраля 2004 \| Уоррен Зивон и Брюс Спрингстин \| США \| «Disorder in the House[англ.]» \| - Foo Fighters — «Times Like These[англ.]» - Radiohead — «There There[англ.]» - The White Stripes — «Seven Nation Army» - Train — «Calling All Angels[англ.]» \| [28] \| \| 2005 8 февраля 2005 \| U2 \| Ирландия \| «Vertigo» \| - Элвис Костелло и The Imposters[англ.] — «Monkey to Man[англ.]» - Franz Ferdinand — «Take Me Out» - Green Day — «American Idiot» - The Killers — «Somebody Told Me» \| [29] \| \| 2006 13 февраля 2006 \| U2 \| Ирландия \| «Sometimes You Can't Make It on Your Own» \| - Coldplay — «Speed Of Sound» - Foo Fighters — «Best of You[англ.]» - Franz Ferdinand — «Do You Want To[англ.]» - The Killers — «All These Things That I've Done» \| [30] \| \| 2007 11 февраля 2007 \| Red Hot Chili Peppers \| США \| «Dani California» \| - Coldplay — «Talk» - The Fray — «How to Save a Life[англ.]» - The Raconteurs — «Steady, As She Goes» - U2 и Green Day — «The Saints Are Coming[англ.]» \| [31] \| \| 2008 10 февраля 2008 \| The White Stripes \| США \| «Icky Thump[англ.]» \| - Daughtry — «It's Not Over[англ.]» - Green Day — «Working Class Hero» - Nickelback — «If Everyone Cared» - U2 — «Instant Karma!» \| [32] \| \| 2009 8 февраля 2009 \| Kings of Leon \| США \| «Sex on Fire[англ.]» \| - AC/DC — «Rock ’N Roll Train» - Coldplay — «Violet Hill» - Radiohead — «House of Cards» - The Eagles — «Long Road Out of Eden» \| [33] \| \| 2010 31 января 2010 \| Kings of Leon \| США \| «Use Somebody» \| - Эрик Клэптон и Стив Уинвуд — «Can't Find My Way Home» - Coldplay — «Life in Technicolor II» - Green Day — «21 Guns» - U2 — «I'll Go Crazy If I Don't Go Crazy Tonight[англ.]» \| [34] \| \| 2011 13 февраля 2011 \| The Black Keys \| США \| «Tighten Up» \| - Arcade Fire — «Ready to Start[англ.]» - Джефф Бэк и Джосс Стоун — «I Put a Spell on You» - Kings of Leon — «Radioactive» - Muse — «Resistance» \| [35] \| |                                      |                      |                                           | |        |
| Год[I] | Победитель                           | Страна               | Музыкальное произведение                  | Номинанты[II] | Ссылка |
| 1980 27 февраля 1980 | Eagles                               | США                  | «Heartache Tonight»                       | - The Blues Brothers — Briefcase Full of Blues - The Cars — Candy-O - Dire Straits — «Sultans of Swing» - The Knack — «My Sharona» - Styx — Cornerstone                                    | [ 4 ]  |
| 1981 25 февраля 1981 | Bob Seger and the Silver Bullet Band | США                  | Against the Wind                          | - Blondie — «Call Me» - Queen — «Another One Bites the Dust» - Pink Floyd — The Wall - The Pretenders — «Brass in Pocket»                                                                  | [ 5 ]  |
| 1982 24 февраля 1982 | The Police                           | Великобритания       | «Don't Stand So Close to Me»              | - Foreigner — 4 - REO Speedwagon — Hi Infidelity - The Rolling Stones — Tattoo You - Стиви Никс и Том Петти — «Stop Draggin' My Heart Around»                                              | [ 6 ]  |
| 1983 23 февраля 1983 | Survivor                             | США                  | «Eye of the Tiger»                        | - Asia — Asia - The J. Geils Band — «Centerfold» - Кенни Логгинс и Стив Перри — «Don’t Fight It» - Фрэнк Заппа и Мун Заппа — «Valley Girl»                                                 | [ 7 ]  |
| 1984 28 февраля 1984 | The Police                           | Великобритания       | Synchronicity                             | - Big Country — «In a Big Country» - Huey Lewis and the News — «Heart and Soul» - Talking Heads — «Burning Down the House» - ZZ Top — Eliminator                                           | [ 8 ]  |
| 1985 26 февраля 1985 | Принс и The Revolution               | США                  | Purple Rain                               | - The Cars — Heartbeat City - Genesis — Genesis - Van Halen — «Jump» - Yes — 90125 | [ 9 ]  |
| 1986 25 февраля 1986 | Dire Straits                         | Великобритания       | «Money for Nothing»                       | - Брайан Адамс и Тина Тёрнер — «It’s Only Love» - Heart — Heart - Eurythmics — «Would I Lie to You?» - Starship — «We Built This City»                                                     | [ 10 ] |
| 1987 24 февраля 1987 | Eurythmics                           | Великобритания       | «Missionary Man»                          | - Artists United Against Apartheid — «Sun City» - The Fabulous Thunderbirds — «Tuff Enuff» - The Rolling Stones — «Harlem Shuffle» - ZZ Top — Afterburner                                  | [ 11 ] |
| 1988 2 мая 1988 | U2                                   | Ирландия             | The Joshua Tree                           | - Georgia Satellites — «Keep Your Hands to Yourself» - Heart — Bad Animals - Los Lobos — By the Light of the Moon - Yes — Big Generator                                                    | [ 12 ] |
| 1989 22 февраля 1989 | U2                                   | Ирландия             | «Desire»                                  | - INXS — Kick - Joan Jett and The Blackhearts — «I Hate Myself for Loving You» - Little Feat — Little Feat - Midnight Oil — «Beds Are Burning»                                             | [ 13 ] |
| 1990 22 февраля 1990 | Traveling Wilburys                   | Великобритания · США | Traveling Wilburys Vol. 1                 | - Living Colour — «Glamour Boys» - The Rolling Stones — «Mixed Emotions» - U2 — Rattle and Hum - U2 и B.B. King — «When Love Comes to Town»                                                | [ 14 ] |
| 1991 20 февраля 1991 | Aerosmith                            | США                  | «Janie's Got a Gun»                       | - INXS — «Suicide Blonde» - Midnight Oil — Blue Sky Mining - Red Hot Chili Peppers — «Higher Ground» - The Rolling Stones — «Almost Hear You Sigh»                                         | [ 15 ] |
| 1992 25 февраля 1992 | Бонни Рэйтт и Делберт Макклинтон     | США                  | «Good Man, Good Woman»                    | - Jane’s Addiction — «Been Caught Stealing» - Tom Petty and the Heartbreakers — «Into the Great Wide Open» - Queensrÿche — «Silent Lucidity» - R.E.M. — «Radio Song»                       | [ 16 ] |
| 1993 24 февраля 1993 | U2                                   | Ирландия             | Achtung Baby                              | - Red Hot Chili Peppers — «Under the Bridge» | [ 17 ] |
| 1994 1 мая 1994 | Aerosmith                            | США                  | «Livin' on the Edge»                      | - Blind Melon — «No Rain» - Боб Дилан, Роджер Макгуинн, Том Петти, Нил Янг, Эрик Клэптон, Джордж Харрисон — «My Back Pages» - Soul Asylum — «Runaway Train» - Spin Doctors — «Two Princes» | [ 18 ] |
| 1995 1 марта 1995 | Aerosmith                            | США                  | «Crazy»                                   | - Counting Crows — «Round Here» - Green Day — «Basket Case» - Nirvana — «All Apologies» - Pearl Jam — «Daughter»                                                                           | [ 19 ] |
| 1996 28 февраля 1996 | Blues Traveler                       | США                  | «Run-Around»                              | - Eagles — «Hotel California» (live) - Dave Matthews Band — «What Would You Say» - Джимми Пейдж и Роберт Плант — «Kashmir» - U2 — «Hold Me, Thrill Me, Kiss Me, Kill Me»                   | [ 20 ] |
| 1997 26 февраля 1997 | Dave Matthews Band                   | США                  | «So Much to Say»                          | - Garbage — «Stupid Girl» - Oasis — «Wonderwall» - Smashing Pumpkins — «1979» - The Wallflowers — «6th Avenue Heartache»                                                                   | [ 21 ] |
| 1998 25 февраля 1998 | The Wallflowers                      | США                  | «One Headlight»                           | - Aerosmith — «Falling in Love (Is Hard on the Knees)» - Fleetwood Mac — «The Chain» - Matchbox 20 — «Push» - Dave Matthews Band — «Crash into Me»                                         | [ 22 ] |
| 1999 25 февраля 1999 | Aerosmith                            | США                  | «Pink»                                    | - Fastball — «The Way» - Hole — «Celebrity Skin» - The Verve — «Bitter Sweet Symphony» - The Wallflowers — «„Heroes“»                                                                      | [ 23 ] |
| 2000 23 февраля 2000 | Карлос Сантана и Эверласт            | Мексика · США        | «Put Your Lights On»                      | - Garbage — «Special» - Goo Goo Dolls — «Black Balloon» - Hole — «Malibu» - Red Hot Chili Peppers — «Scar Tissue»                                                                          | [ 24 ] |
| 2001 23 февраля 2001 | U2                                   | Ирландия             | «Beautiful Day»                           | - Bon Jovi — «It’s My Life» - Creed — «With Arms Wide Open» - Foo Fighters — «Learn to Fly» - Red Hot Chili Peppers — «Californication»                                                    | [ 25 ] |
| 2002 27 февраля 2002 | U2                                   | Ирландия             | «Elevation»                               | - Aerosmith — «Jaded» - Coldplay — «Yellow» - Dave Matthews Band — «The Space Between» - Train — «Drops of Jupiter»                                                                        | [ 26 ] |
| 2003 23 февраля 2003 | Coldplay                             | Великобритания       | «In My Place»                             | - 3 Doors Down — «When I'm Gone» - Aerosmith — «Girls of Summer» - Creed — «My Sacrifice» - Чед Крюгер и Джоси Скотт — «Hero» - Tonic — «Take Me As I Am» - U2 — «Walk On»                 | [ 27 ] |
| 2004 8 февраля 2004 | Уоррен Зивон и Брюс Спрингстин       | США                  | «Disorder in the House»                   | - Foo Fighters — «Times Like These» - Radiohead — «There There» - The White Stripes — «Seven Nation Army» - Train — «Calling All Angels»                                                   | [ 28 ] |
| 2005 8 февраля 2005 | U2                                   | Ирландия             | «Vertigo»                                 | - Элвис Костелло и The Imposters — «Monkey to Man» - Franz Ferdinand — «Take Me Out» - Green Day — «American Idiot» - The Killers — «Somebody Told Me»                                     | [ 29 ] |
| 2006 13 февраля 2006 | U2                                   | Ирландия             | «Sometimes You Can't Make It on Your Own» | - Coldplay — «Speed Of Sound» - Foo Fighters — «Best of You» - Franz Ferdinand — «Do You Want To» - The Killers — «All These Things That I've Done»                                        | [ 30 ] |
| 2007 11 февраля 2007 | Red Hot Chili Peppers                | США                  | «Dani California»                         | - Coldplay — «Talk» - The Fray — «How to Save a Life» - The Raconteurs — «Steady, As She Goes» - U2 и Green Day — «The Saints Are Coming»                                                  | [ 31 ] |
| 2008 10 февраля 2008 | The White Stripes                    | США                  | «Icky Thump»                              | - Daughtry — «It's Not Over» - Green Day — «Working Class Hero» - Nickelback — «If Everyone Cared» - U2 — «Instant Karma!»                                                                 | [ 32 ] |
| 2009 8 февраля 2009 | Kings of Leon                        | США                  | «Sex on Fire»                             | - AC/DC — «Rock ’N Roll Train» - Coldplay — «Violet Hill» - Radiohead — «House of Cards» - The Eagles — «Long Road Out of Eden»                                                            | [ 33 ] |
| 2010 31 января 2010 | Kings of Leon                        | США                  | «Use Somebody»                            | - Эрик Клэптон и Стив Уинвуд — «Can't Find My Way Home» - Coldplay — «Life in Technicolor II» - Green Day — «21 Guns» - U2 — «I'll Go Crazy If I Don't Go Crazy Tonight»                   | [ 34 ] |
| 2011 13 февраля 2011 | The Black Keys                       | США                  | «Tighten Up»                              | - Arcade Fire — «Ready to Start» - Джефф Бэк и Джосс Стоун — «I Put a Spell on You» - Kings of Leon — «Radioactive» - Muse — «Resistance»                                                  | [ 35 ] |

- ↑  Ссылка на церемонию «Грэмми», прошедшую в этом году.
- ↑  Кавычками обозначены — песни (синглы), курсивом — альбомы.